# Voces inocentes
Pour plus de détails, voir Fiche technique et Distribution.
Voces inocentes est un film mexicain réalisé par Luis Mandoki, sorti en 2004.

## Synopsis
Dans les années 1980, un jeune garçon tente d'avoir une vie normale alors que la guerre civile du Salvador fait rage.

## Fiche technique
- Titre : Voces inocentes
- Réalisation : Luis Mandoki
- Scénario : Luis Mandoki et Oscar Orlando Torres
- Musique : André Abujamra
- Photographie : Juan Ruiz Anchía
- Montage : Aleshka Ferrero
- Production : Lawrence Bender, Luis Mandoki et Alejandro Soberón Kuri
- Société de production : Lawrence Bender Productions, MUVI Films, Organización Santo Domingo, A Band Apart, Altavista Films et Santo Domingo Films
- Société de distribution : Slowhand Cinema Releasing (États-Unis)
- Pays :  Mexique et  États-Unis
- Genre : Drame, thriller et guerre
- Durée : 120 minutes
- Dates de sortie : 
  -  Canada : 16 septembre 2004 (festival international du film de Toronto)
  -  Mexique : 28 janvier 2005

## Distribution
- Carlos Padilla : Chava
- Leonor Varela : Kella
- Gustavo Muñoz : Ancha
- José María Yazpik : oncle Beto
- Ofelia Medina : Mama Toya
- Daniel Giménez Cacho : le prêtre
- Jesús Ochoa : Chofer
- Jorge Angel Toriello : Fito
- Adrian Alonso : Chele
- Andrés Márquez : Marcos
- Alejandro Felipe : Ricardito
- Ana Paulina Caceres : Rosita
- Xuna Primus : Cristina Maria
- Paulina Gaitán : Angelita
- Alan Chávez : Antonio

## Distinctions
Le film a été nommé pour dix prix Ariel et en a remporté trois : meilleur second rôle féminin pour Ofelia Medina, meilleurs maquillages et meilleurs effets spéciaux.